# Deutsche Fußball Liga
La Deutsche Fußball Liga (nota come DFL) è l'organo che, sotto l'egida della Federazione calcistica della Germania (DFB) e di Die Liga – Fußballverband (Ligaverband), gestisce i due più alti campionati professionistici per club tedeschi. È stata fondata il 19 dicembre 2000 e ha sede a Francoforte.
Dal 1º luglio 2001, la DFL organizza la Bundesliga e la 2. Bundesliga e dal 2010 organizza la DFL-Supercup, la supercoppa tedesca. Dal 2005 al 2007 ha organizzato la DFL-Ligapokal, la coppa di lega tedesca. È uno dei membri di European Leagues.

## Storia e funzioni
La DFL venne fondata il 19 dicembre 2000 come GmbH indipendente. La Ligaverband, unico azionista della DFL, mise a disposizione 1 milione di euro. L'organizzazione è una filiale della Ligaverband, che funge da rappresentante per i 36 club partecipanti dei due campionati più importanti per club tedeschi: Bundesliga e 2. Bundesliga, che sono gestite dalla DFL per mandato della Deutscher Fußball-Bund (DFB).

## Organico della Lega
L'organico della DFL corrisponde alle 36 società iscritte alla Bundesliga e alla 2. Bundesliga (18 ciascune).

## Dirigenza

### Amministratori delegati
| Anni          | Amministratori delegati |
| ------------- | ----------------------- |
| 2001-2005     | Wilfried Straub         |
| 2005-2022     | Christian Seifert       |
| 2022-presente | Donata Hopfen           |

### Consiglio di Sorveglianza DFL
| Anni     | Nome             | Ruolo                                             |
| -------- | ---------------- | ------------------------------------------------- |
| dal 2007 | Reinhard Rauball | Presidente del Consiglio di Sorveglianza DFL      |
| dal 2007 | Peter Peters     | Vice-presidente del Consiglio di Sorveglianza DFL |
| dal 2010 | Stefan Schippers | Membri                                            |
| dal 2013 | Ingo Schiller    | Membri                                            |
| dal 2016 | Fritz Keller     | Membri                                            |
| dal 2016 | Robert Schäfer   | Membri                                            |

### Consociate
- DFL Stiftung (DFL Foundation)
- Bundesliga International GmbH
- DFL Digital Sports GmbH
- Sportcast GmbH
  - HD SAT Communication GmbH
  - Livecast TV Produktion GmbH
  - Sportec Solutions GmbH
  - DFA Deutsches Fußball Archiv GmbH
- Liga Travel GmbH